# Fatah Halab
Fatah Halab (« Conquête d'Alep ») était une chambre rebelle d'opérations, formée lors de la guerre civile syrienne et active dans le gouvernorat d'Alep entre 2015 et 2017,.

## Histoire

### Fondation
Fatah Halab est créée le 26 avril 2015 par différents groupes rebelles. C'est une chambre d'opérations qui permet de coordonner leurs assauts.

### Inactivité
Début janvier 2017, des tensions apparaissent entre les membres de la chambre d'opérations après la défaite de la bataille d'Alep, chaque groupe s'accusant mutuellement d'avoir contribué à cette dernière. 
Le 19 janvier 2017, un conflit éclate entre différents groupes rebelles, ce qui met fin à l'existence de la chambre d'opérations.

## Idéologie
Selon Thomas Pierret, maître de conférences à l'Université d'Edimbourg, Fatah Halab est une chambre d'opérations dont le « centre de gravité est plutôt du côté des islamistes modérés, apparentés aux Frères musulmans ». Elle comprend également des groupes de l'Armée syrienne libre.

## Composition

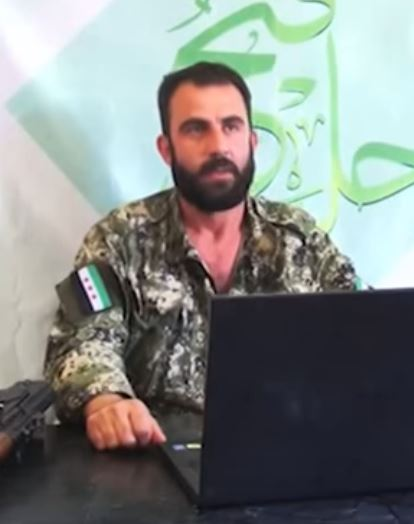
Le major Yasser Abdel Rahim, chef de Fatah Halab, le 17 octobre 2015.

Fatah Halab regroupe principalement les mouvements suivants, :
- L'Armée syrienne libre
  - Le Front du Levant
  - La Brigade Sayf Allah
  - La 16e division, puis la 23e division
  - La 101e division d'infanterie
  - Liwa Shuhada al-Atarib
  - La Division Sultan Mourad
  - Jaych al-Nokhba
  - Al-Forqat al-Wasti
  - Fastaqim Kama Umirt
  - Le Front de l'authenticité et du développement
  - Al-Fauj al-Awwal[8]
  - Les Bataillons islamiques al-Safwah[9]
  - Faylaq al-Cham
  - Liwa al-Fatah
  - Liwa al-Muntasir Billah
  - Liwa Sultan Mehmed Fatih
  - Les Forces al-Nukhbah
  - L'Armée libre d'Idleb
    - La 13e division
    - La Division du Nord, anciennement Fursan al-Haq
    - Liwa Suqour al-Jabal

  - Jaych al-Nasr
    - Suqur al-Ghab (en)
    - Jaych al-Ezzah
    - Liwa Suqour al-Jabal
- Kataeb Thuwar al-Cham
- Le Front islamique
  - Ahrar al-Cham
  - Jaych al-Islam
- Harakat Nour al-Din al-Zenki
- L'Armée des Moudjahidines
- Jaych al-Sunna
- Les Brigades de l'aube de la liberté (en)
- Kataeb Abou Amara
- Le Mouvement Bayariq al-Islam
- Alwiya al-Furqan
- Liwa al-Haq
- Les Bataillons Fajr al-Khilafah
- Liwa Ansar al-Khalifah
- Le Mouvement Bayan